# NGC 5883
NGC 5883 في الفهرس العام الجديد، هي مجرة، تقع في كوكبة الميزان. اكتشفت في 30 يوليو 1867 .

## روابط خارجية
- NGC 5883 على موقع ويكي سكاي: DSS2, SDSS, GALEX, IRAS, Hydrogen α, X-Ray, Astrophoto, Sky Map, Articles and images